# گراهوواس
گراهوواس (به لاتین: Grahovac) یک منطقهٔ مسکونی در مونته‌نگرو است که در شهرداری نیکشیچ واقع شده‌است. گراهوواس ۱۱۷ نفر جمعیت دارد و ۹۴۵ متر بالاتر از سطح دریا واقع شده‌است.